# Worms for the Garden
Worms for the Garden è il cinquantaseiesimo album in studio del chitarrista statunitense Buckethead, pubblicato il 13 settembre 2013 dalla Hatboxghost Music.

## Descrizione
Ventiseiesimo disco appartenente alla serie "Buckethead Pikes", Worms for the Garden è il terzo dei cinque dischi che il chitarrista ha pubblicato nel mese di settembre 2013. Lo precedono infatti Slug Cartilage, pubblicato il 4 settembre, e Pancake Heater, pubblicato il 5 settembre.

## Tracce
Musiche di Buckethead.
1. Worms for the Garden – 18:36
2. Ridge Roll – 3:05
3. Owl on the Road – 2:00
4. Learned the Land – 3:35
5. Molt – 2:51

## Formazione
- Buckethead – chitarra, basso
- Dan Monti – produzione, missaggio, programmazione
- Albert – produzione
- Psticks – illustrazione